# Chatou

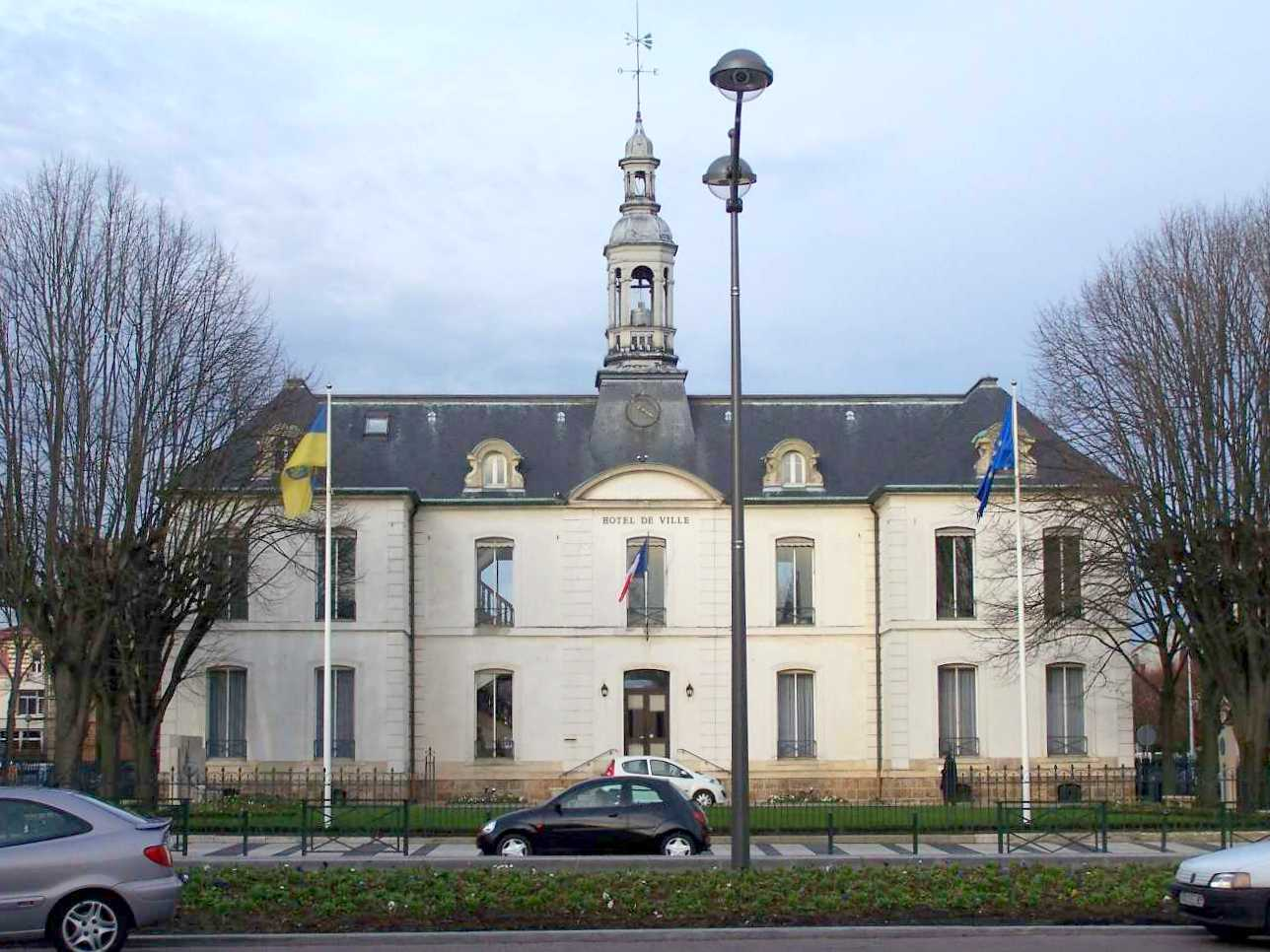
Il palazzo del Comune di Chatou

Chatou è un comune francese di 30 226 abitanti situato nel dipartimento degli Yvelines nella regione dell'Île-de-France.
Chatou è nota perché vi si trova vicino l'isolotto sulla Senna chiamato "l'isola degli impressionisti" (o anche île de Chatou), luogo frequentato da numerosi pittori impressionisti nel XIX secolo, in un noto ristorante su un barcone, chiamato Maison Fournaise, restaurato nel 1990.
Chatou ospita la sede di un'antica azienda di produzione di grammofoni fondata dalla società francese di cinematografia Pathé.

## Società

### Evoluzione demografica
Abitanti censiti

## Sport

### Calcio
A Chatou sorge lo Stade Charles Finaltéri, che ospita le partite interne dello Chatou Football Club.